# Rocas Adršpach-Teplice

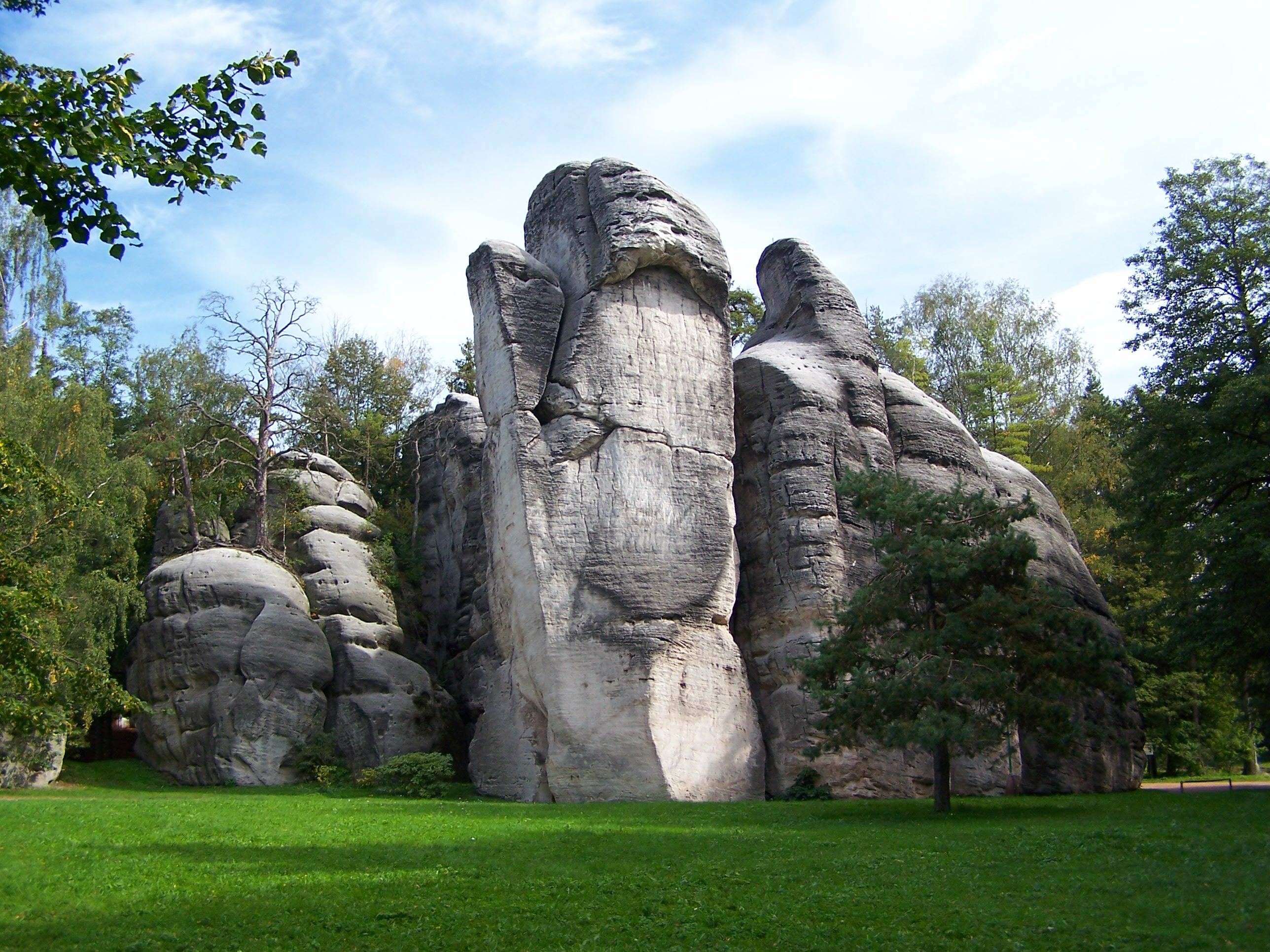
Rocas Adršpach-Teplice

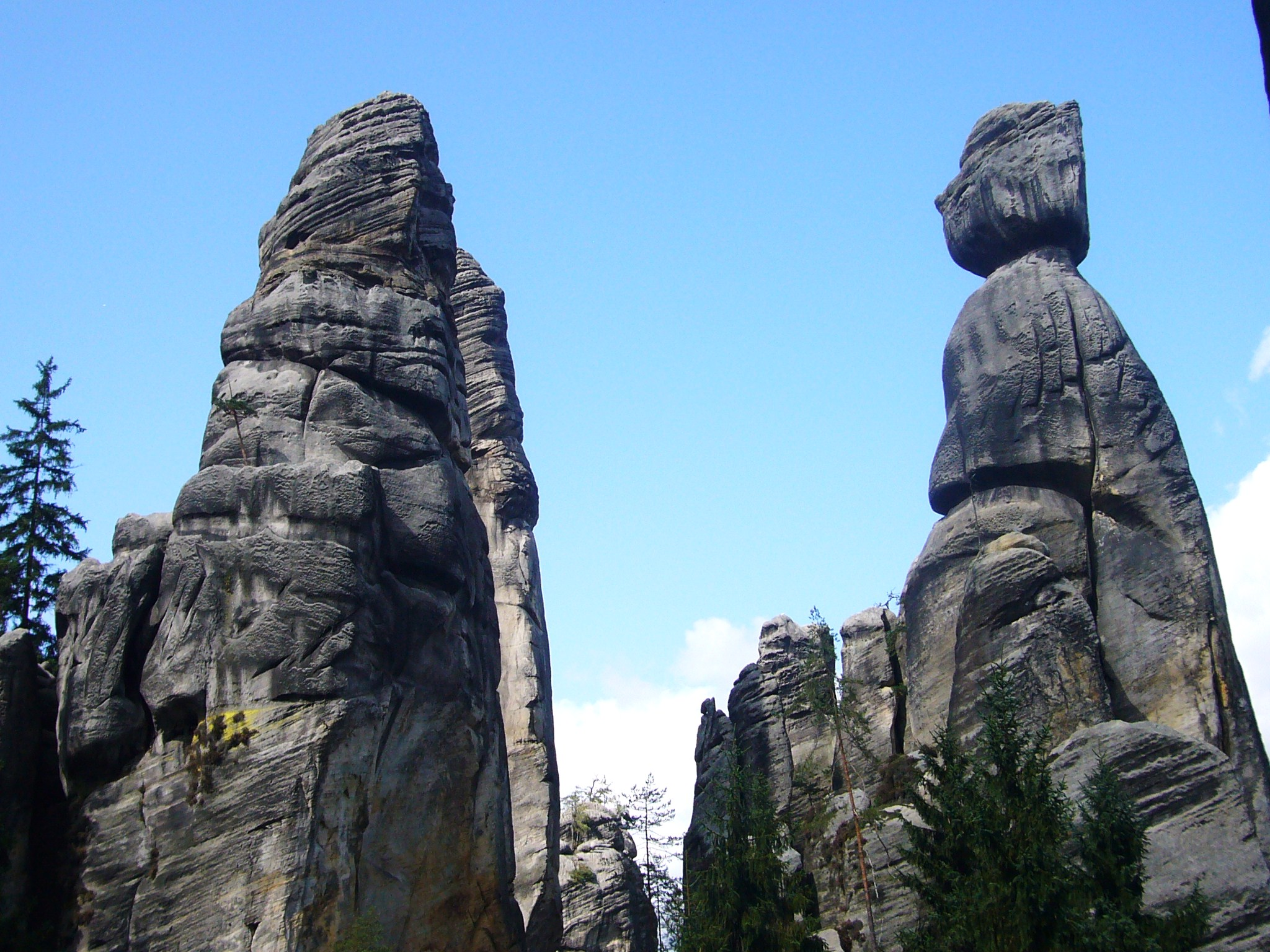
Otras formaciones en las rocas Adršpach-Teplice

Las rocas [de] Adršpach-Teplice   (en checo: Adršpašsko-teplické skály; en alemán: Adersbach-Weckelsdorfer Felsenstadt)  son un conjunto inusual de formaciones rocosas de arenisca que abarcan 17 km² en el noreste de Bohemia, en la República Checa. Llevan el nombre de dos municipios cercanos:  Adršpach y Teplice nad Metují. El sitio ya era aparentemente un destino turístico regional durante el siglo XIX y principios del XX, como lo atestiguan el variado lenguaje de las inscripciones en piedra en el sitio, y las postales que se conservan.
Las rocas se han protegido como reserva natural nacional desde 1933, y desde 1991 toda la región adyacente a la ciudad de Broumov ha disfrutado del estatus de área de paisaje protegido.
Los turistas pueden visitar las rocas recorriendo una serie de senderos marcados. La zona es un destino popular para los escaladores de roca. En los últimos años, se ha convertido en un foco para el deporte de alto riesgo relacionado con esa escalada en roca.
El área es también uno de los mayores sitios permanentes  de mejora del halcón peregrino en Europa, dado que están protegidos aquí bajo una ley federal. Algunas áreas han sido designadas fuera del alcance de los escaladores y excursionistas para asegurarse de que las aves no se vean perturbadas.

## Galería de imágenes

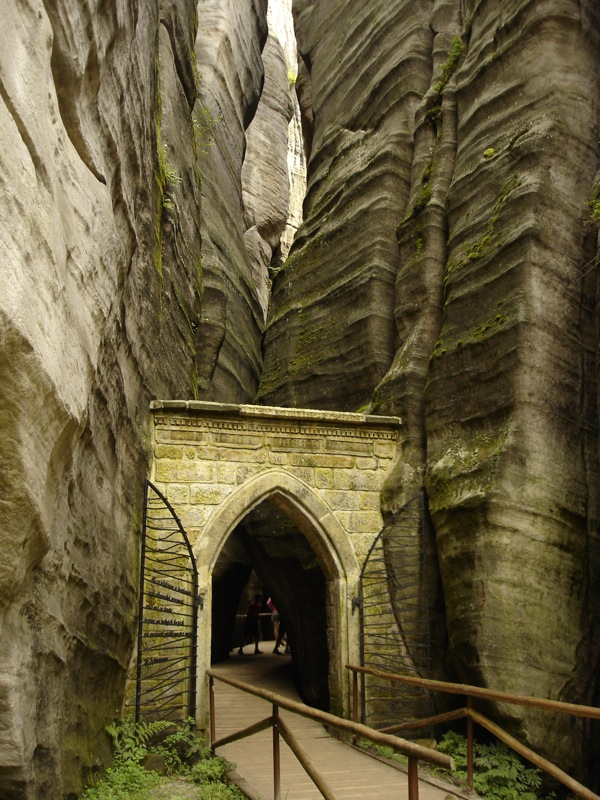
Una entrada al parque
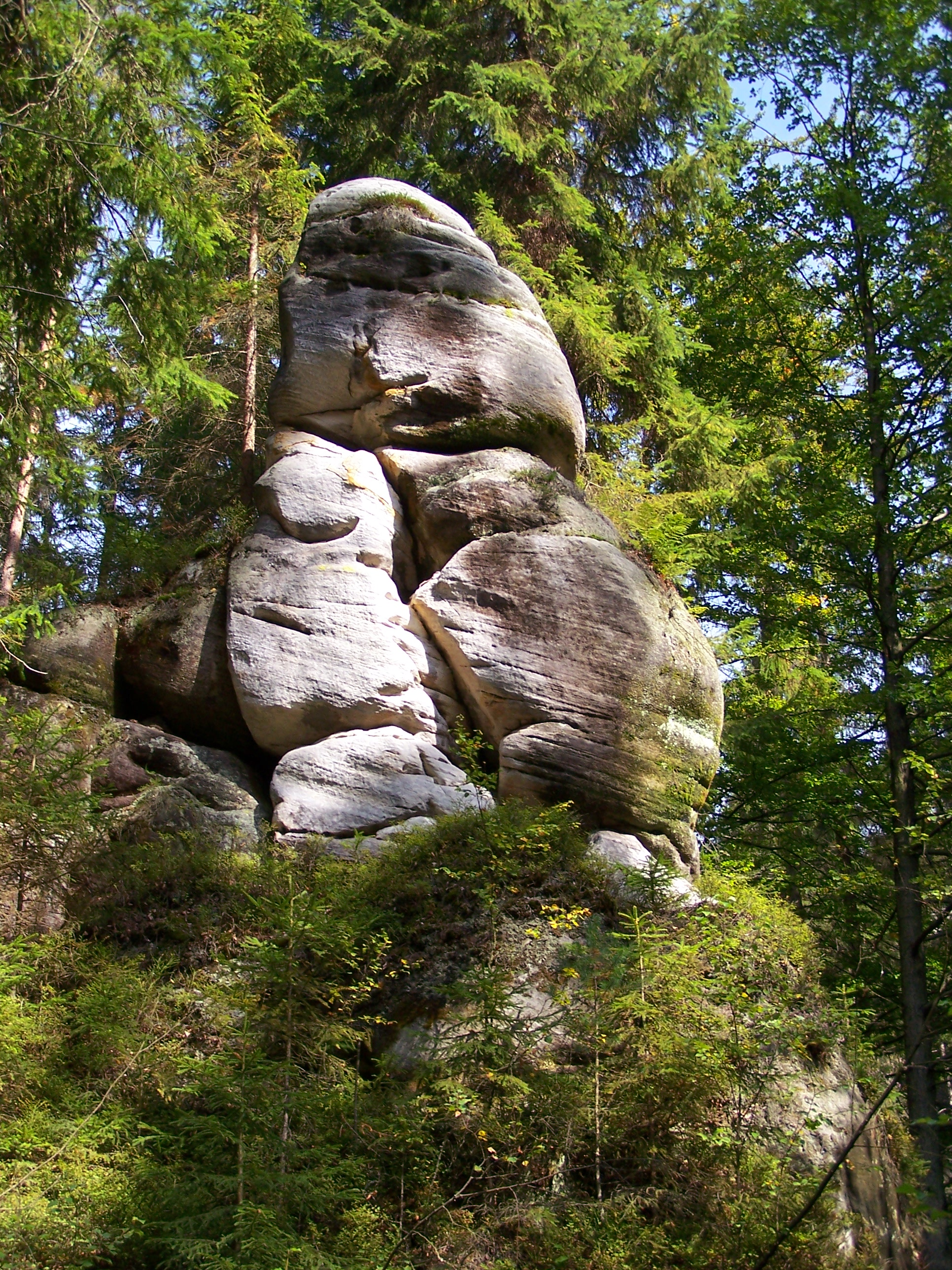
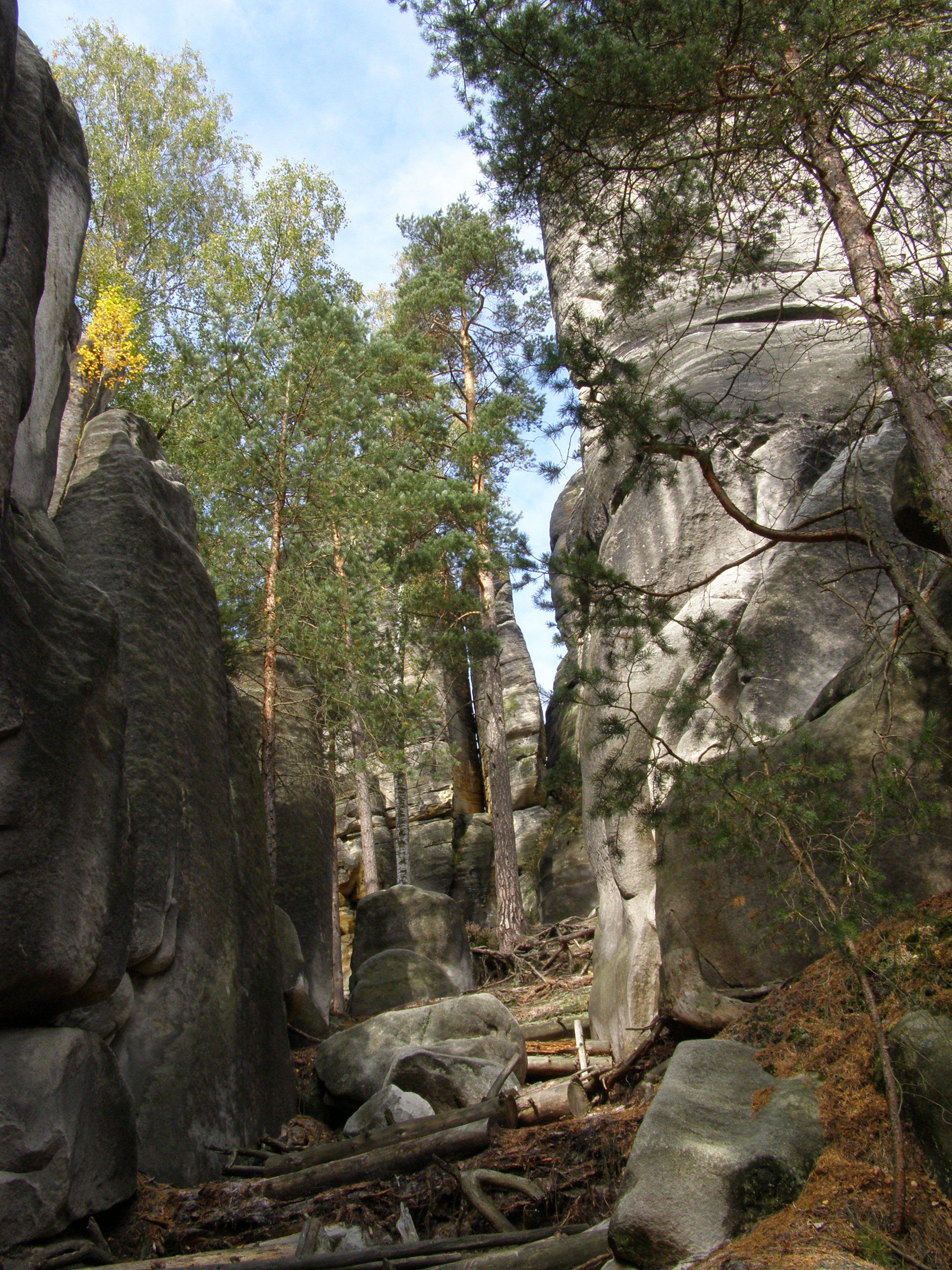
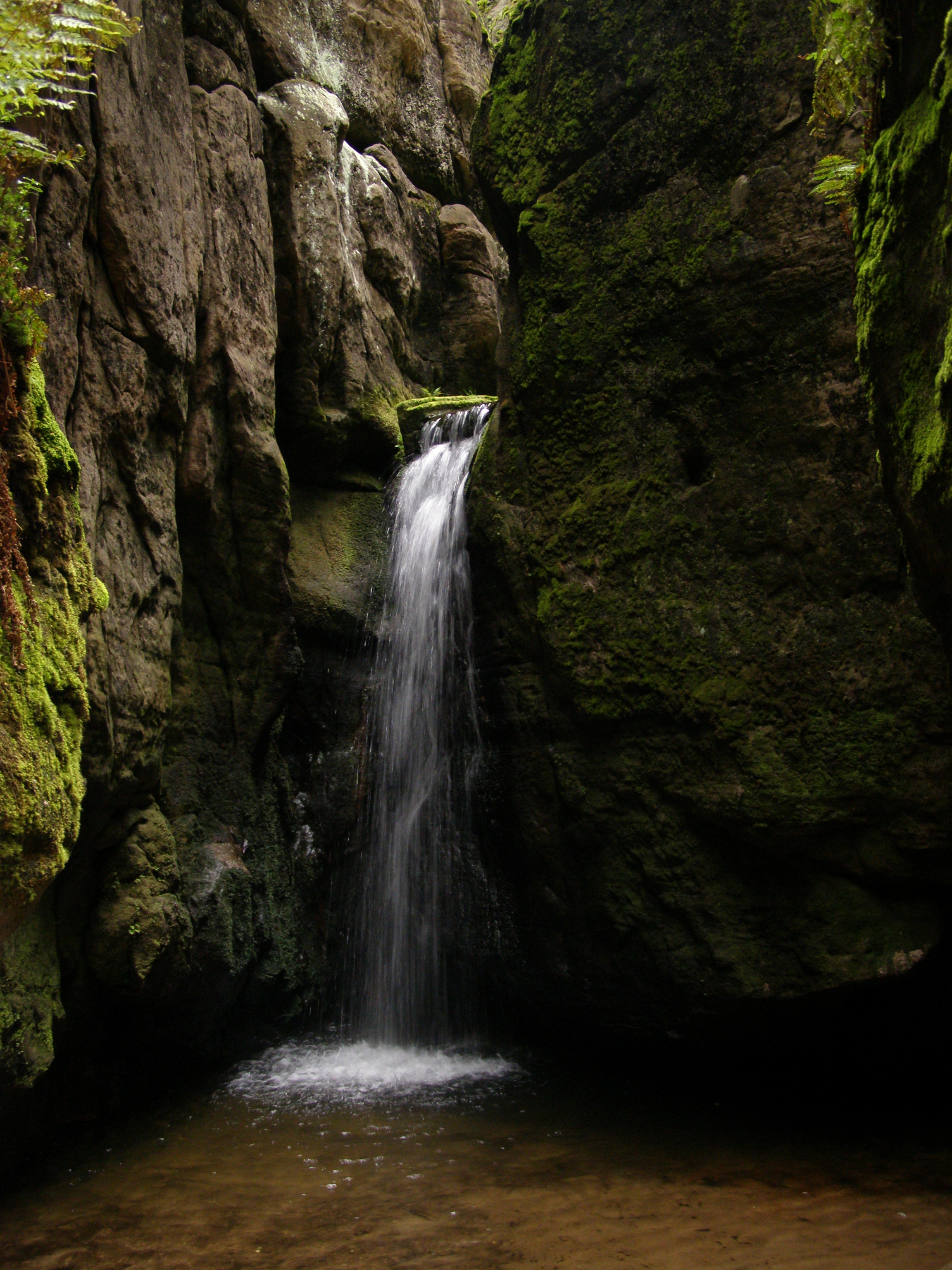
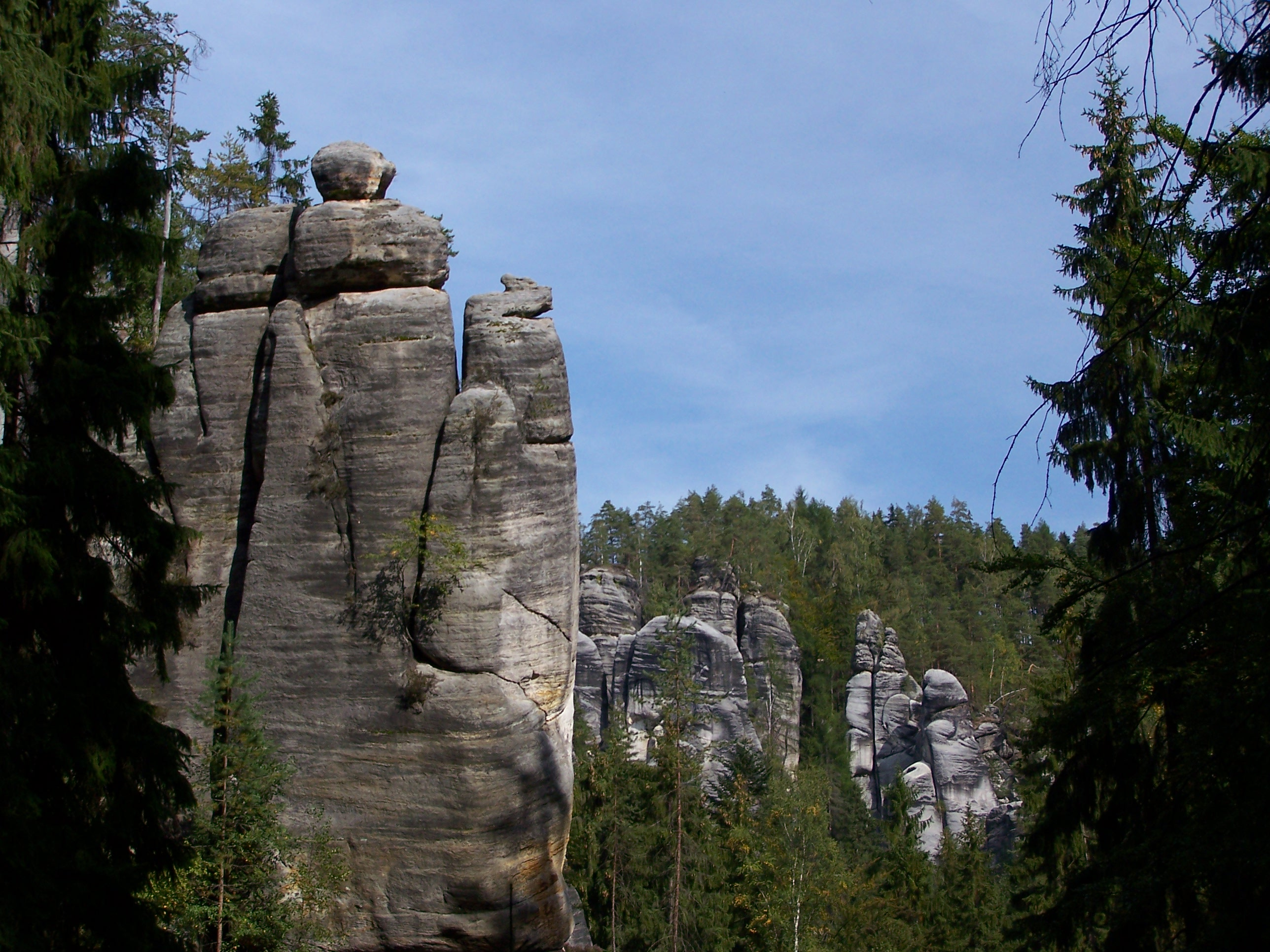
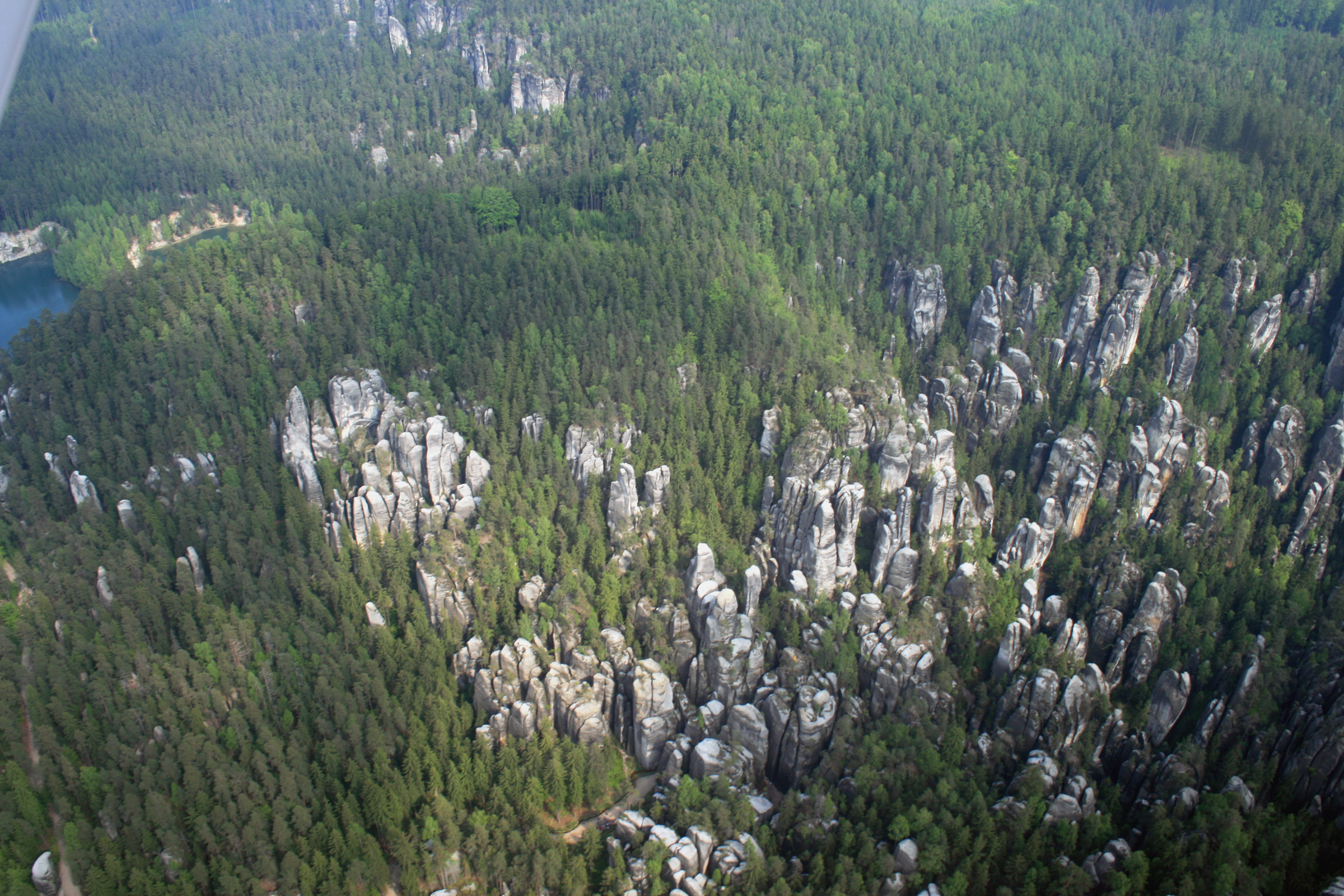
Vista aérea
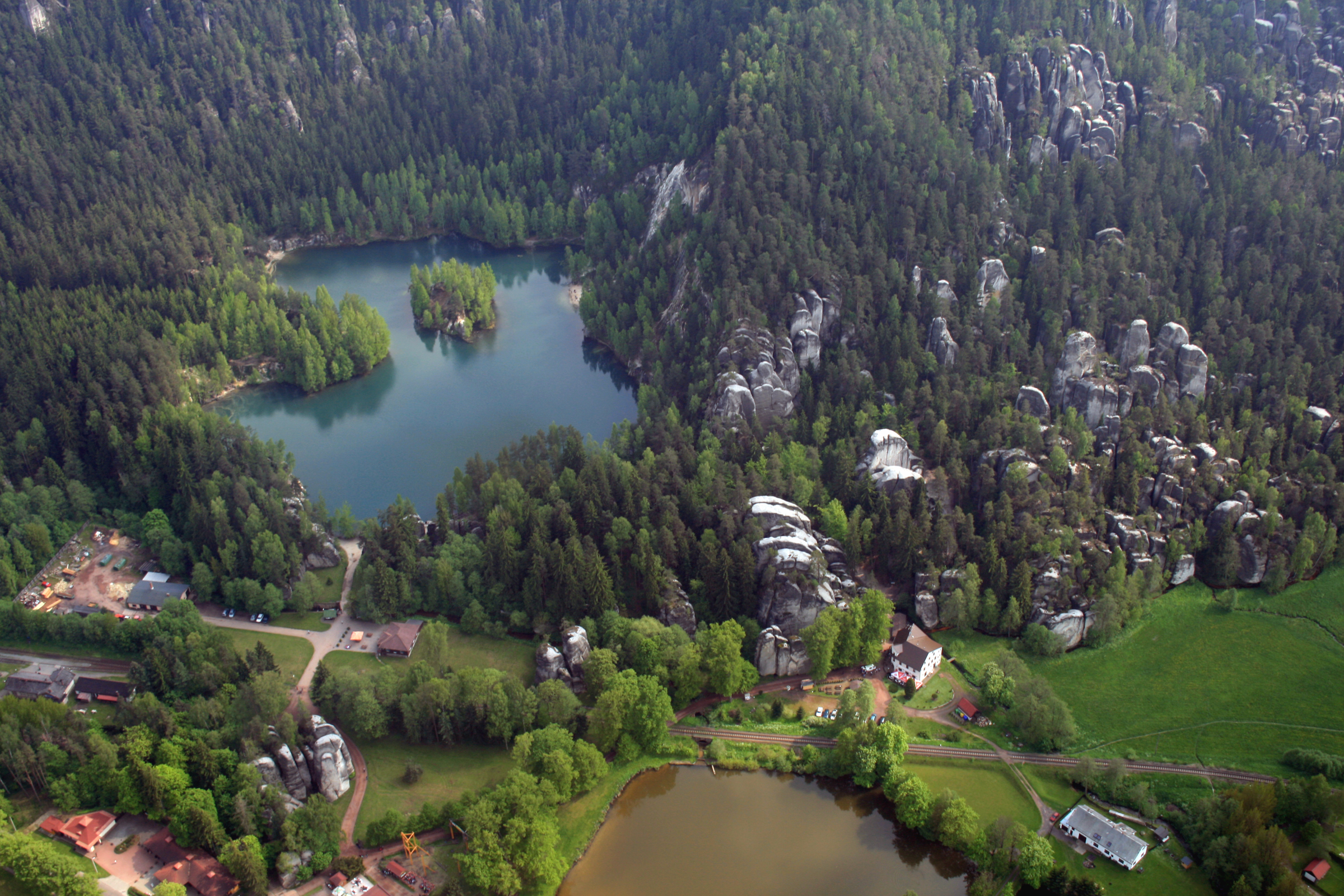
Vista aérea